# バッジネーム
バッジネーム（Badge name）とは、モータースポーツ用語。本来の意味は「エンジンや車体の製造者の名前」を指す用語であるが、実際には自社以外のメーカーが製造した車体やエンジンの命名権を買い取り、自社の名前で主催者へのコンストラクター登録等を行うことを指す。一般的にはOEM供給と同義である。
F1においては、1990年代以降エンジンや車体の開発費用が高騰するようになったことから、エンジン名に独自のスポンサーを付けることでエンジン供給に必要な費用を実質的に当該スポンサーに肩代わりしてもらうことを狙いに、参戦会社側が求めた上で行われることが多い。
一方F1以外では、レーシングコンストラクターが独自に開発したシャシー・エンジンに対し、自動車メーカーなどが宣伝やモータースポーツ振興等を目的として開発資金等を提供し、その結果として当該メーカーの名前がバッジネームとして付けられるケースが多く見られる。
特殊な例では失敗がこんで供給会社の批判の声が公にされるようになったが、運営の事情により供給を続けなければならず、イメージダウンを避けるためにバッジネームがつけられたケースもある。

## 主なバッジネームの使用例

### F1

#### エンジン
- TAG（1983年-1987年にマクラーレンが使用。開発はポルシェ）
- メガトロン（1987年-1988年にアロウズが、1987年にリジェが使用。開発はBMW）
- ザウバー（1993年にザウバーが使用。開発はイルモア）
- ペトロナス（1997年-2005年にザウバーが使用。フェラーリから供給を受けたエンジンをザウバー・ペトロナス・エンジニアリングがチューニング）
- プレイライフ（1998年-2000年にベネトンが使用。メカクロームが開発した1997年型ルノーエンジンをスーパーテックから供給）
※「プレイライフ」はベネトンの自社ブランド
- アロウズ（1998年-1999年にアロウズが使用。開発はハート）
- フォンドメタル（2000年にミナルディが使用。開発はコスワース）
- ヨーロピアン（2001年にミナルディが使用。開発はコスワース）
- エイサー（2001年にプロスト・グランプリが使用。開発はフェラーリ）
- タグ・ホイヤー（2016年-2018年にレッドブルが使用。開発はルノー）
- BWTメルセデス（2019年-2020年にレーシング・ポイントが使用。開発はメルセデスAMG・HPP）[1]
- ホンダRBPT（2022年-2025年の予定でレッドブルと、アルファタウリおよび後継チームのRBが使用。ホンダF1（現: HRC）が開発したエンジンの利用権をレッドブル・パワートレインズ（RBPT）が取得）

また、F1エンジンの名機として名高いフォード・コスワース・DFVエンジンは、実際はコスワースが独自に開発したF1エンジンにフォードが資金援助を行った結果「フォード」の名前が冠されたものである。
同様の状況で、1994年にザウバーおよび1995年から2005年までマクラーレンに供給したメルセデスエンジンも実際はイルモアが開発し、メルセデス・ベンツ・グループが資金援助をしたメルセデス・イルモア（現: メルセデスAMG・HPP）の合弁会社を通して「メルセデス」の名が冠された。

#### コンストラクター
- アルファロメオ（アルファロメオ・レーシング）（2019年-2023年にザウバーが使用。アルファロメオがネーミング・ライツで取得）
- キック・ザウバー（2024年-2025年にザウバーが使用。Kickがネーミング・ライツで取得）

### その他
- F3（全日本F3）→全日本スーパーフォーミュラ・ライツ選手権
  - スリーボンド（2000年 - 2023年、開発は東名エンジン）
- CART（チャンプカー）
  - ブラバム・ホンダ（1986年、開発はジャッド）
- インディカー
  - ホンダ（2002年 - 2011年、開発はイルモア）[2]
  - シボレー（2003年 - 2005年、開発はコスワース）
  - シボレー（2012年 - 、開発はイルモア）
- アトランティック・チャンピオンシップ
  - マツダ（2006年 - 2009年、開発はコスワース）
- FIA 世界耐久選手権（WEC）
  - アルピーヌ A460/A480（2016年 - 2022年、開発はオレカ）
- SUPER GT
  - GTAエンジン（2014年 - 、開発元は非公表だが、日産の可能性が高いとされる）